# خط عرض 58° جنوب
خط عرض 58° جنوب هي إحدى دوائر العرض الجغرافية، وهي دوائر وهمية تحيط بالكرة الأرضية، وموازية لخط الاستواء، وتتميز هذه الدائرة بأن الأراضي الواقعة عليها تنتمي للمنطقة المعتدلة الباردة.

## حول العالم
خط عرض 58° جنوب يبدأ من خط الزوال الأولي ويتجه شرقا ويمر عبر:
| الإحداثيات                          | البلد أو الإقليم أو البحر | ملاحظات                                                                               |
| ----------------------------------- | ------------------------- | ------------------------------------------------------------------------------------- |
| 58°0′S 0°0′E / 58.000°S 0.000°E     | المحيط الأطلسي            |                                                                                       |
| 58°0′S 20°0′E / 58.000°S 20.000°E   | المحيط الهندي             |                                                                                       |
| 58°0′S 147°0′E / 58.000°S 147.000°E | المحيط الهادئ             |                                                                                       |
| 58°0′S 67°16′W / 58.000°S 67.267°W  | المحيط الأطلسي            | مرورا بجنوب Saunders Island, جورجيا الجنوبية وجزر ساندويتش الجنوبية (تملكه الأرجنتين) |